# Segunda Batalla Naval de Narvik
La Segunda Batalla Narvik fue librada en la bahía frente al pueblo de Narvik, entre las fuerzas de Alemania y las fuerzas británicas, como parte de la campaña de Noruega de 1940 durante la Segunda Guerra Mundial. Debido a que los británicos eran una fuerza numéricamente superior pudieron hundir los principales barcos de la Kriegsmarine en la bahía de Narvik.

## Antecedentes
Después de la invasión de Polonia por la Alemania de Hitler, las potencias aliadas conformadas por Gran Bretaña y Francia le declararon la guerra, iniciándose la Segunda Guerra Mundial. Al avanzar el tiempo, los aliados empezaron a buscar una manera de cortar el suministro de hierro de Suecia a Alemania. Al darse cuenta los alemanes de su dependencia de este mineral, procedieron a ocupar Noruega y Dinamarca, con el objetivo de prevenir una ocupación aliada. La fuerza invasora de Noruega fue dividida en 6 grupos, siendo el grupo 1 el encargado de llevar soldados a Narvik, en el norte de Noruega.
Para el 10 de abril de 1940 las tropas ya habían sido desembarcadas, aunque los 10 destructores que llevaron a cabo el transporte y resguardo de las tropas permanecían dispersos en la bahía. Obedeciendo una orden del Almirantazgo británico, 5 destructores intentaron recuperar Narvik, si bien lograron hundir dos destructores alemanes, al mismo tiempo dos destructores británicos fueron hundidos (ver Primera Batalla Naval de Narvik).
Debido a la baja moral aliada, los británicos enviaron una fuerza naval mayor a la primera a la bahía de Narvik, para explotar una victoria relativamente fácil, ya que los destructores alemanes que permanecían en Narvik no tenían mucho combustible y municiones.

## La Batalla
Las fuerzas británicas consistían en el acorazado HMS Warspite y ocho destructores, incluido el HMS Cossack que participó en la primera batalla. Además contaban con apoyo aéreo proveniente del portaaviones HMS Furious. El 13 de abril las fuerzas británicas llegaron a Narvik y encontraron que la mayoría de los destructores alemanes no tenía capacidad de maniobrar ya que no tenían casi combustible.
Empezando la batalla, un avión británico arrojó un torpedo sobre el submarino U-64, hundiéndolo, aunque la mayoría de la tripulación logró salvarse gracias a los soldados alemanes presentes en la costa. Este fue el primer submarino alemán en ser hundido por un avión en la Segunda Guerra Mundial.
El siguiente navío alemán en ser hundido fue el Erich Koellner, que intentó emboscar a la flota inglesa, pero fue avistado por un avión, siendo atacado por toda la flota y hundido. Luego los destructores Wolfgang Zenker, Bernd von Arnim, Hans Ludemann y Hermann Künne atacaron también, pero solo lograron dañar al HMS Bedouin. Los aviones británicos intentaron atacarlos, pero no tuvieron éxito. Finalmente, todos los destructores alemanes se retiraron, excepto el Hermann Künne que no recibió la orden de hacerlo, y fue hundido por el HMS Eskimo. Este navío a su vez fue emboscado por el Georg Thiele y el Hans Ludemann, pero a pesar de que su proa quedó devastada, no se hundió. Los destructores alemanes Diether von Roeder y Erich Giese, inmóviles por problemas mecánicos, dañaron al HMS Punjabi y al HMS Cossack, pero fueron hundidos antes de que pudieran causar daños graves.
En este punto, la lucha terminó, y los barcos alemanes sobrevivientes fueron encallados, el único navío alemán dentro de la bahía que sobrevivió fue el submarino U-51.  El último destructor, el George Thiele, disparó todos sus torpedos contra cinco barcos que lo atacaban y luego encalló en la playa a las 1500 horas. Las baterías e instalaciones costeras también recibieron fuego aliado, específicamente del HMS Warspite. Cuando este barco abandonó la bahía al día siguiente, los submarinos alemanes U-46 y U-48 dispararon sus torpedos, sin embargo, un desperfecto en los torpedos salvó al acorazado. Debido a los daños sufridos, el Eskimo tuvo que permanecer en Narvik hasta el 31 de mayo.

## Consecuencias
Los alemanes perdieron a los destructores Hermann Künne, Wolfgang Zenker, Erich Koellner, George Thiele, Bernd von Arnim, Erich Giese, Hans Lüdemann y Diether von Roeder, y el submarino U-64. Las distintas fuentes aseguran que murieron entre cien y mil marineros alemanes.
Los marineros sobrevivientes, improvisaron un entrenamiento de infantería y participaron en la Tercera Batalla de Narvik.
- Datos: Q2000885